# Sign of Your Love
A Sign of Your Love című album az ausztrál Jason Donovan 6. stúdióalbuma, mely 2012-ben jelent meg a Polydor Group kiadónál. Az album Taiwanban is megjelent.
Az album a 36. helyezést érte el az angol albumlistán.

## Az album dalainak listája
CD Egyesült Királyság Polydor Group – 279 413-3
1. I Won't Dance	3:23
2. Make Love	3:10
3. Every Time We Say Goodbye	2:54
4. Bewitched	2:39
5. Sign Of Your Love	3:26
6. What A Difference A Day Made	4:47
7. Zing! Went The Strings Of My Heart	2:47
8. I Only Have Eyes For You	3:10
9. Creative	4:02
10. They Can't Take That Away From Me	3:00
11. With You	3:27

## Külső hivatkozások
- Egy kritikus szemével (magyarul)[5]
- Az album dalszövegei[6]